# Alfredo Giannetti
Alfredo Giannetti (* 16. April 1924 in Rom; † 30. Juli 1995 ebenda) war ein italienischer Filmregisseur und Drehbuchautor, der bei der Oscarverleihung 1963 gemeinsam mit Ennio De Concini und Pietro Germi den Oscar für das beste Originaldrehbuch für Scheidung auf italienisch gewann.

## Leben
Giannetti begann Mitte der 1950er Jahre als Drehbuchautor bei Filmproduktionen und schrieb erstmals 1953 die Handlung zu dem Filmdrama Fluch der Schönheit von Giuseppe De Santis. In der Folgezeit verfasste er die Drehbücher zu mehr als 30 weiteren Film- und Fernsehproduktionen. Eine der ersten Zusammenarbeiten mit Regisseur Pietro Germi war Das rote Signal (1956).
Für das Drehbuch zu Unter glatter Haut (Un maledetto imbroglio, 1959) erhielt er 1960 gemeinsam mit Ennio De Concini und Regisseur Pietro Germi erstmals das Nastro d’Argento für das beste Drehbuch der Sindacato Nazionale Giornalisti Cinematografici Italiani (SNGCI).
Das von De Concini und Regisseur Germi ebenfalls gemeinsam verfasste Drehbuch zu Scheidung auf italienisch (Divorzio all’italiana, 1961) wurde 1962 nicht nur mit einem weiteren Nastro d’Argento für das beste Drehbuch, sondern 1963 auch mit dem Oscar in der Kategorie bestes Originaldrehbuch ausgezeichnet.
Zu Beginn der 1960er Jahre war er auch selbst als Filmregisseur tätig und inszenierte nach seinem Debütfilm Tag für Tag Verzweiflung (Giorno per giorno disperatamente, 1961) über ein Dutzend weitere Filme wie Correva l’anno di grazia 1870 (1971) und arbeitete dabei mit Schauspielern wie Mario Brega (Tag für Tag Verzweiflung), Tony Anthony und Annie Girardot (Das ausgeliehene Mädchen, 1966), Dalila Di Lazzaro und Franco Nero (Der Bandit mit den blauen Augen, 1982) zusammen.

## Filmografie (Auswahl)

### Regisseur
- 1961: Tag für Tag Verzweiflung (Giorno per giorno disperamente)
- 1970: Correva l'anno di grazia 1870
- 1980: Der Bandit mit den schwarz-blauen Augen (Il bandito dagli occhi azzurri)